# Pierre van der Westhuyzen
Pour les articles homonymes, voir Van der Westhuyzen.
Pierre van der Westhuyzen est un kayakiste australien né le 18 août 2003 à Bellville, en Afrique du Sud. Il a remporté avec Jackson Collins, Riley Fitzsimmons et Noah Havard la médaille d'argent du K4 500 mètres aux Jeux olympiques d'été de 2024, organisés à Paris.